# Heinrich Burkhardt
Heinrich Burkhardt   (Schweinfurt, 10 d'octubre de 1861 - Múnic, 2 de novembre de 1914) va ser un matemàtic alemany.

## Vida i Obra
Burkhardt, fill d'un assessor de la cort judicial, va fer els estudis secundaris a Ansbach. A continuació va estudiar a les universitats de Berlín, Göttingen i Múnic, obtenint el doctorat el 1886 en aquesta darrera sota la direcció de Gustav Bauer. El 1889 va obtenir la habilitació per a la docència universitària a la universitat de Göttingen. De 1897 fins 1908 va ser professor de la universitat de Zúric, en la qual va ser examinador de la tesi doctoral d'Albert Einstein. El 1908 va ser nomenat professor de la universitat de Múnic, on va romandre fins a la seva mort sobtada el 1914.
La obra de Burkhardt està molt lligada a la comunitat matemàtica de Göttingen, per això va ser un contribuïdor significatiu de la Encyklopädie de Klein, especialment del volum 2 dedicat a l'anàlisi matemàtica.